# Pseudocheles neutra
Pseudocheles neutra is een garnalensoort uit de familie van de Pseudochelidae. De wetenschappelijke naam van de soort is voor het eerst geldig gepubliceerd in 2004 door De Grave & Moosa.